# Stylidium perula
Stylidium perula är en tvåhjärtbladig växtart som beskrevs av Wege. Stylidium perula ingår i släktet Stylidium och familjen Stylidiaceae. Inga underarter finns listade i Catalogue of Life.